# 鹿児島県道588号野間島間港線
鹿児島県道588号野間島間港線（かごしまけんどう588ごう のましままこうせん）は、鹿児島県熊毛郡中種子町から熊毛郡南種子町に至る一般県道である。

## 概要
鹿児島県熊毛郡中種子町野間から熊毛郡中種子町坂井（屋久津）を経由して、熊毛郡南種子町島間までの区間を、種子島の西部、長浜海岸を沿うように結ぶ。
大半の区間は道路整備か完了しているが、屋久津の一部区間（約600 m）については用地取得が難航しており、拡幅のめどが立っていない。そのため、この区間のみ道路の幅員が狭く、センターラインが無い。
もともと海岸沿いの地域を結ぶ道路は無く、地域間は川や谷によって隔てられていた。そのため、南北に移動するためにはいったん島の中央を縦断する道路（現在の国道58号）を通るか、あるいは海岸を通るしか手段が無く、大変不便な状況となっていた。
海岸沿いの各地域から島の中心に向かって道路が延びている背景には、この様な事情もある。

### 路線データ
- 起点：熊毛郡中種子町野間（国道58号交点）
- 終点：熊毛郡南種子町島間（島間港入口交差点、国道58号交点）

## 地理

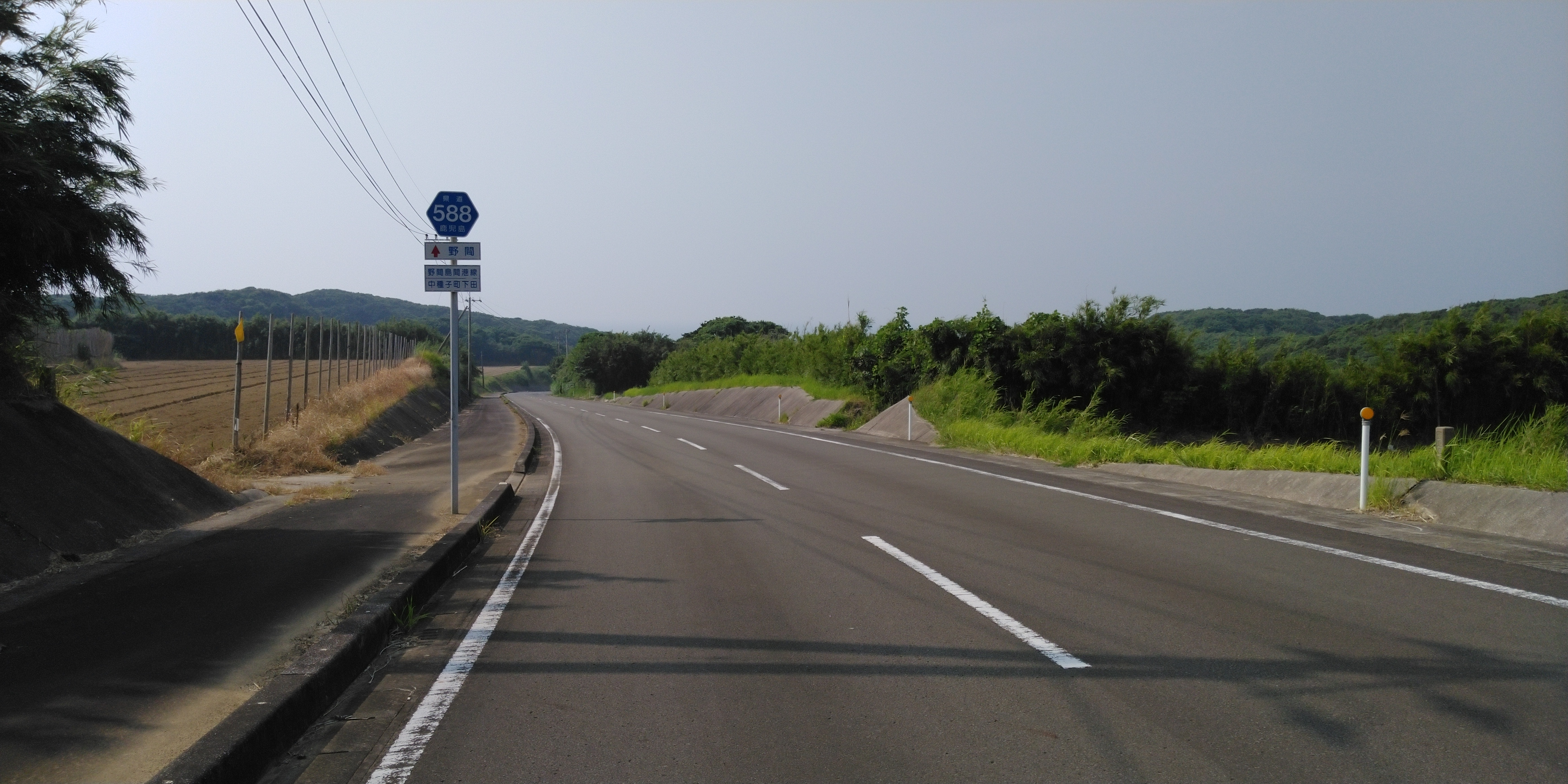
鹿児島県道588号野間島間港線（中種子町下田付近）

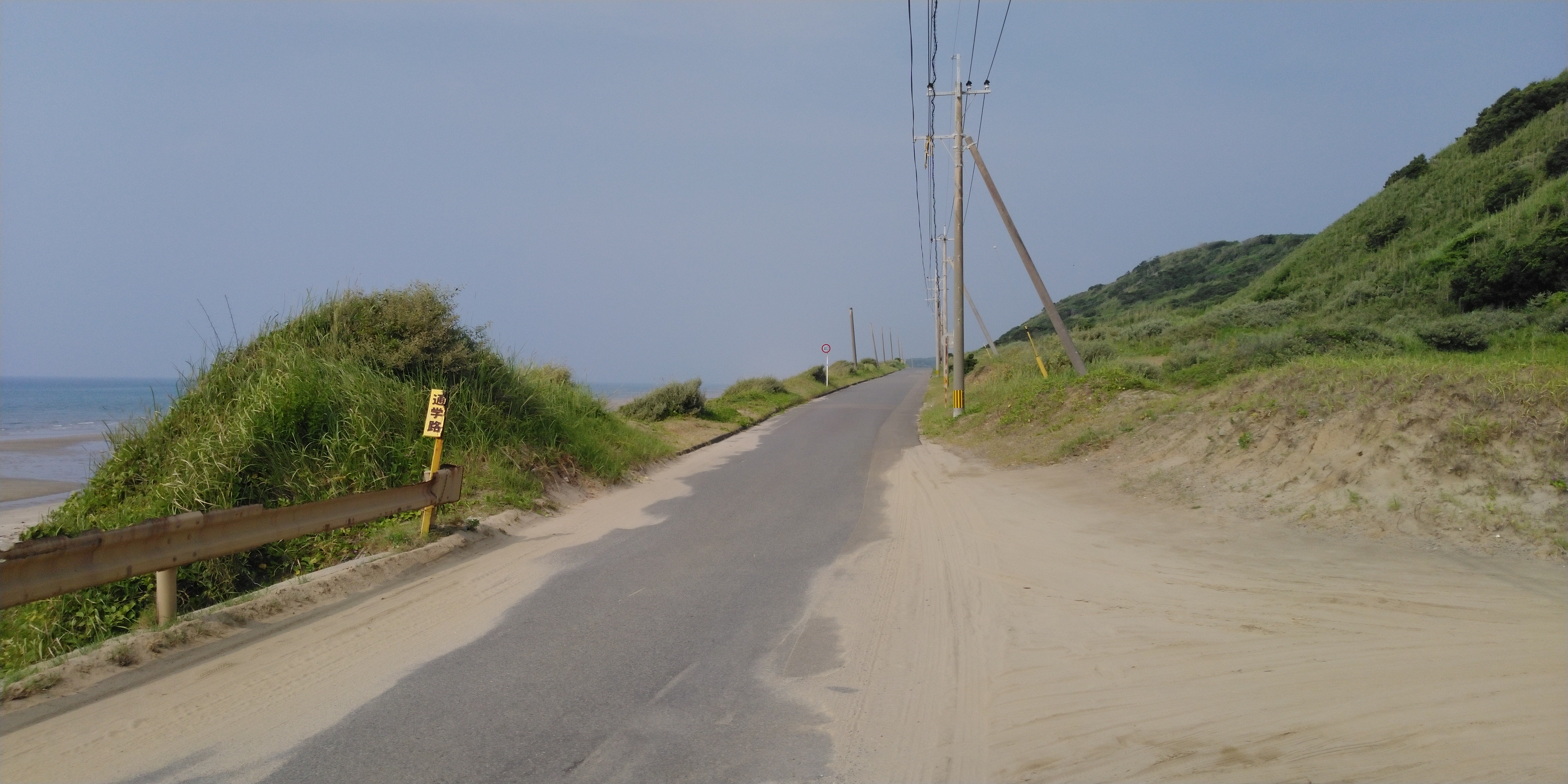
屋久津付近の拡幅難航区間

### 通過する自治体
- 熊毛郡中種子町
- 熊毛郡南種子町

### 交差する道路
| 交差する道路 | 市町村名 | 市町村名 | 交差する場所 | 交差する場所                            |
| ------------ | -------- | -------- | ------------ | --------------------------------------- |
| 国道58号     | 熊毛郡   | 中種子町 | 野間         | 中種子町高校入口丁字路付近丁字路 / 起点 |
| 国道58号     | 熊毛郡   | 南種子町 | 島間         | 島間港入口交差点 / 終点                 |

### 沿線
- 中種子町立中種子中学校
- 中種子町立野間小学校
- 中種子町立岩岡小学校
- 南種子町立島間小学校
- 南種子町立南種子町自然の家
- 島間港
- 九州電力新種子島発電所